# Haunted (fumetto)
Haunted (lett. Ossessionata) è un volume di fumetti dedicato alle avventure di Buffy Summers, la protagonista della serie televisiva Buffy l'ammazzavampiri.
Il volume contiene 4 fumetti one-shot non appartenenti alla serie regolare ed è introdotto da una ministoria pubblicata a puntate (e originariamente nel formato a strisce orizzontali) nel mensile Dark Horse Extra. La storia è scritta da Jane Espenson, nota sceneggiatrice di molti episodi di Buffy, nonché scrittrice di numerosi altri fumetti e romanzi sulla Cacciatrice. In virtù di questo, questo volume è considerato alla stregua del canonico da molti fanclub.
La trama è ambientata all'indomani della fine della terza stagione televisiva e costituisce un prequel a quella successiva. Compare per la prima volta nella serie fumettistica il personaggio di Faith Lehane. Questo volume non è mai stato pubblicato in Italia.

## Trame

### Promo
- Testi: Jane Espenson
- Disegni: Cliff Richards
- Colori: Jeromy Cox
- Inchiostro: Julio Ferreira
- prima pubblicazione USA: Dark Horse Extra 39-40-41 (settembre-ottobre-novembre 2001)

Angel va a trovare Faith in prigione. La ragazza lo ha fatto chiamare perché comincia a ricordare cose che ha percepito mentre era in coma, una presenza che vegliava su di lei. La ragazza è sicura che si tratti del Sindaco Richard Wilkins e che Buffy sia in pericolo.
Il promo è ambientato nella seconda stagione televisiva di Angel, o perlomeno in un periodo in cui il vampiro andava a trovare Faith come mostrato anche al termine dell'episodio Il Giudizio (Angel 2x01).

### Haunted (parte 1)
- Testi: Jane Espenson
- Disegni: Cliff Richards
- Colori: Jeromy Cox
- Inchiostro: Julio Ferreira
- prima pubblicazione USA: Haunted 1 (dicembre 2001)

Il Liceo di Sunnydale sta bruciando. La guerra contro il Sindaco sembra terminata. Ma in realtà il suo spirito è ancora presente e fluttua. Impara ben presto che può prendere possesso di corpi già morti. Il primo, un corvo nero morto, gli permette di volare sulla città e di assistere al saluto tra Cordelia Chase (in partenza per Los Angeles) e Xander Harris, dopodiché si reca nell'ospedale dove è ricoverata Faith in coma. La voglia di rivalsa nei confronti di Buffy lo porta ad abbandonare il corvo e a passare ad un cadavere dell'obitorio. Buffy, nel frattempo, deve affrontare strani sogni in cui compare Faith che la sconfigge continuamente. Stanchezza? Stress? Sogni premonitori? Ad ogni modo la ragazza è inquieta.

### Haunted (parte 2)
- Testi: Jane Espenson
- Disegni: Cliff Richards
- Colori: Jeromy Cox
- Inchiostro: Julio Ferreira
- prima pubblicazione USA: Haunted 2 (gennaio 2002)

Il vecchio cadavere dell'obitorio non fornisce al Sindaco uno strumento per affrontare Buffy. Serve un nuovo passaggio e questa volta si tratta di un vampiro prossimo a sorgere. La Cacciatrice lo affronta visibilmente distratta e non riesce ad impedire che Giles rimanga ferito prima di polverizzarlo. Mentre Willow e Oz progettano la loro nuova vita universitaria e Xander comincia ad organizzare il suo viaggio, Buffy vive un altro sogno dove, oltre a Faith, deve affrontare anche Angel: entrambi dicono alla ragazza che è già morta, dopodiché Angel la uccide.

### Haunted (parte 3)
- Testi: Jane Espenson
- Disegni: Cliff Richards
- Colori: Jeromy Cox
- Inchiostro: Julio Ferreira
- prima pubblicazione USA: Haunted 3 (febbraio 2002)

Un nuovo vampiro sorge nel cimitero e anche questa volta è posseduto dallo spirito del Sindaco. Uccide un ragazzo che non aveva voluto ascoltare Buffy quando gli diceva di andarsene, poi attacca Willow (ma la ragazza riesce a fuggire usando un incantesimo) ed infine sta per scagliarsi contro la Cacciatrice quando viene catturato da un misterioso gruppo di soldati e portato in un bunker sotterraneo.

### Haunted (parte 4)
- Testi: Jane Espenson
- Disegni: Cliff Richards
- Colori: Jeromy Cox
- Inchiostro: Julio Ferreira
- prima pubblicazione USA: Haunted 4 (marzo 2002)

Il personale dell'Organizzazione esamina il corpo del vampiro catturato ma lo spirito del Sindaco si trasferisce in un altro demone li vicino e colpisce mortalmente il soldato Adam, l'assistente della dottoressa Maggie Walsh, dopodiché fugge nel vecchio appartamento di Faith. Qui si scontra con una Buffy ancora turbata dalla frase "sei già morta". La ragazza stacca la testa del demone ma costui continua a combattere: si capisce così che la frase "sei già morta" era in realtà un avvertimento che Faith lanciava alla Cacciatrice per avvisarla dell'imminente pericolo. Willow e Giles intuiscono che il demone e i vari vampiri affrontati prima sono tutti posseduti dallo stesso spirito, quindi con un incantesimo di sfratto totale eliminano per sempre la possibilità del Sindaco di continuare ad esistere in questa dimensione.
Nel frattempo, nella stanza 314 dell'Organizzazione, la dottoressa Walsh sfrutta il corpo del soldato Adam per iniziare un suo esperimento.